# Эпиграфические памятники Абхазии
Эпиграфические памятники Абхазии (груз. აფხაზეთის ეპიგრაფიკული ძეგლები) написаны на грузинском, греческом, турецком и латинском языках. Количество грузинских эпиграфических памятников составляет более 100, и они датируются VIII веком нашей эры. Греческие надписи до 22, и они в основном датируются до IX века нашей эры. Из османских турецких надписей самая старая относится к 1598 году. Из грузинских надписей до 15 упоминаются цари Абхазии. Около 30 надписей на иконах из церквей Бедия, Бичвинта, Цебельда и Илори.
По внешнему признаку известные грузинские надписи можно разделить на три группы: лапидарные (около 50), настенные (около 30) и рельефные надписи (около 20).

## Список эпиграфических памятников Абхазии

### Грузинские надписи
| Тип        | Описание                                    | Место                                        | Область                                                      | Дата              | Картинка |
| ---------- | ------------------------------------------- | -------------------------------------------- | ------------------------------------------------------------ | ----------------- | -------- |
| Лапидарный |                                             | Разрушенная церковь                          | Самато, Гудаутский муниципалитет                             | XI в.             |          |
| Лапидарный |                                             | Храм Святого Николая, Хопи                   | Хопи, Гудаутский муниципалитет                               | 1156-1178         |          |
| Лапидарный |                                             | Разрушенная церковь                          | Гора Мсигхуа возле Приморского, Гудаутский муниципалитет     | IX в.             |          |
| Фреска     |                                             | Церковь Успения Пресвятой Богородицы         | Лыхны, Гудаутский муниципалитет                              |                   |          |
| Лапидарный | упоминает архангелов Михаила и Гавриила     | Церковь Архангела                            | Анухва, Гудаутский муниципалитет                             | XII в.            |          |
| Лапидарный | упоминает Георгия Басилисдзе                | колонна, Церковь Архангела                   | Анухва, Гудаутский муниципалитет                             | XI в.             |          |
| Лапидарный | упоминает пять святых                       | Церковь Архангела                            | Анухва, Гудаутский муниципалитет                             | XI в.             |          |
| Рельефный  | раскопан полковником Цилосани в 1885-86     | железные и медные объекты                    | Правый берег Келасури, Сухумский муниципалитет               |                   |          |
| Лапидарный | упоминает царя Баграта                      | Беслетский мост                              | Беслети, Сухумский муниципалитет                             | XI в. — XII в.    |          |
| Лапидарный | «Святой Феодор, помилуй Михаила»            | Часовенный иконостас                         | Октомбери (Ольгинское), Цебельда, Гульрипшский муниципалитет | XI в.             |          |
| Рельефный  | просит пощады для Мариама                   | Икона Святой Екатерины                       | Ачандара (Полтавское), Цебельда, Гульрипшский муниципалитет  |                   |          |
|            | упоминает Абуласана Иобисдзе                | металлическая плита или икона внутри часовни | Ачандара (Полтавское), Цебельда, Гульрипшский муниципалитет  | XIII в.           |          |
| Рельефный  | Посвящается святому Георгию                 | металлическая плита                          | Каваклукская долина, Цебельда, Гульрипшский муниципалитет    | XIII в. — XIV в.  |          |
| Лапидарный |                                             | надгробная плита                             | Каваклукская долина, Цебельда, Гульрипшский муниципалитет    | XIII в. — XIV в.  |          |
| Лапидарный | упоминает Лука Мартинева                    | каменная плита                               | Цебельда                                                     | XIV в. или XII в. |          |
|            |                                             | Церковь Святого Георгия                      | Цебельда                                                     | XII в. — XIII в.  |          |
| Лапидарный | упоминает Озбега Дадиани                    | Церковь Члоу                                 | Члоу, Очамчирский муниципалитет                              | 1445-1452         |          |
| Лапидарный | упоминает Григола Гузанисдзе епископа Мокви | Моквский собор                               | Мокви, Очамчирский муниципалитет                             | XII в.            |          |
| Лапидарный | упоминает Рабу и Нугамциру                  | Церковь Гудава                               | Гудава, Гальский муниципалитет                               | XV в.             |          |